# Три башточки

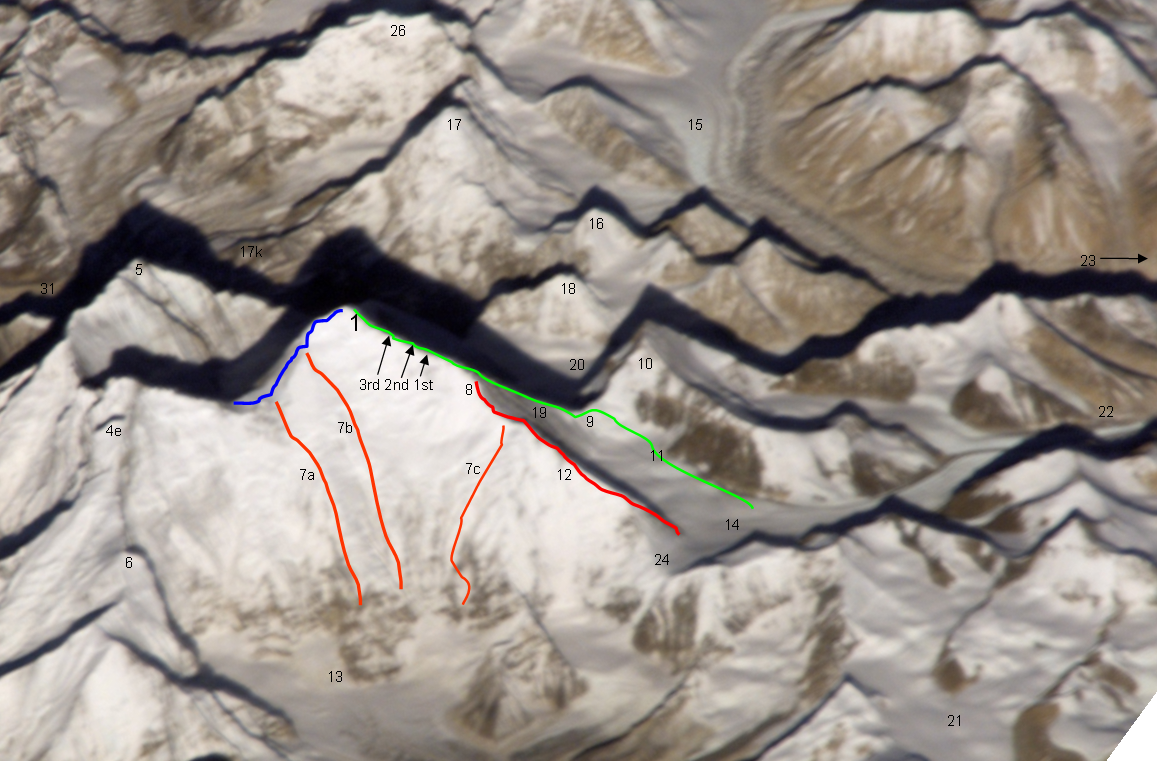

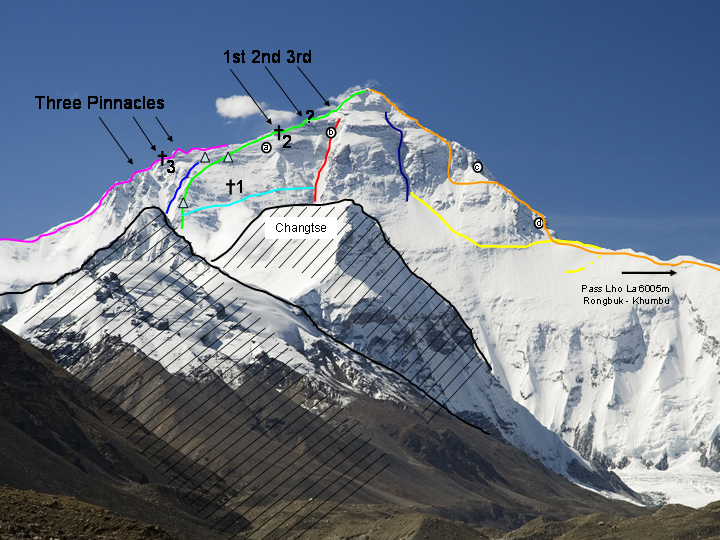
Північна стіна Евересту: маршрути і важливі точки

Три башточки — три загострені формування у вигляді прямовисних скель уздовж північно-східного хребта на горі Еверест. Впродовж довгого часу вони не були скорені альпіністами.
Скелі розташовані на відмітці 7800, 8100 і 8200 м н.р.м. і, отже, вже в «зоні смерті», в якій людський організм не може нормально функціонувати, навіть у стані спокою.
Звичайні маршрути на Еверест проходять поза цією областю (зокрема, північний маршрут проходить ліворуч від неї).
Альпіністи неодноразово намагалися підкорити ці скелі, щоб відкрити новий маршрут по усій північно-східній гряді, і там неодноразово бували нещасні випадки із смертельним результатом. У 1982 році Пітер Бордман і Джо Таскер загинули в першій серйозній спробі піднятися в зоні смерті. Джо Таскер зник; через десять років після його смерті казахстанські альпіністи знайшли тіло Пітера Бордмана біля підніжжя другої вершини у сидячому положенні.
У 1988 році Рассел Брайс і його партнер, Гаррі Тейлор, нарешті, піднялися на Три башточки, але вони були так виснажені після сходження, що відмовилися від свого первинного плану продовжити шлях на вершину по звичайному маршруту. Замість цього, вони перетнули звичайний маршрут уздовж північного хребта і спустилися на Північне Сідло.
Тільки у 1995 році команда японського університету, за підтримки групи з приблизно 35 шерпів-носильників, підкорила увесь маршрут до північного сходу хребта, у тому числі Три башточки в обох напрямках. Шерпи покрили увесь маршрут периловими мотузками, і тільки після цього група японців пройшла по маршруту.
Навіть сьогодні цю частину великої гори майже завжди обминають, занадто великі її труднощі: важко здолати самі «Башти», екстремальна холоднеча, вітер, значна висота, а також важкий ландшафт в цілому.